# اشنباخ در اوبرفالتز
شهر اشنباخ در اوبرفالتز در ایالت بایرن در کشور آلمان واقع شده است.